# UFC Fight Night: Hermansson vs. Pyfer
UFC Fight Night: Hermansson vs. Pyfer (conosciuto anche come UFC Fight Night 236 , UFC on ESPN+ 94 oppure UFC Vegas 86) è stato un evento di arti marziali miste tenuto dalla Ultimate Fighting Championship il 10 febbraio 2024 all'UFC Apex di Las Vegas, negli Stati Uniti.

## Risultati
|                  | Divisione               |                   |                 |                 | Metodo                                      | Round           | Tempo           | Premio          |
| Card Principale  | Card Principale         | Card Principale   | Card Principale | Card Principale | Card Principale                             | Card Principale | Card Principale | Card Principale |
| ---------------- | ----------------------- | ----------------- | --------------- | --------------- | ------------------------------------------- | --------------- | --------------- | --------------- |
|                  | Pesi medi               | Jack Hermansson   | batte           | Joe Pyfer       | Decisione unanime (48–47, 48–47, 48–47)     | 5               | 5:00            |                 |
|                  | Pesi piuma              | Dan Ige           | batte           | Andre Fili      | KO (pugni)                                  | 1               | 2:43            | POTN            |
|                  | Catchweight (187.5 lbs) | Ihor Potieria     | batte           | Robert Bryczek  | Decisione unanime (30–27, 30–27, 29–28)     | 3               | 5:00            |                 |
|                  | Pesi medi               | Gregory Rodrigues | batte           | Brad Tavares    | KO tecnico (pugni)                          | 3               | 0:55            |                 |
|                  | Pesi leggeri            | Michael Johnson   | batte           | Darrius Flowers | Decisione unanime (30–27, 30–27, 30–27)     | 3               | 5:00            |                 |
|                  | Pesi medi               | Rodolfo Vieira    | batte           | Armen Petrosyan | Sottomissione (arm-triangle choke)          | 1               | 4:48            | POTN            |
| Card Preliminari |                         |                   |                 |                 |                                             |                 |                 |                 |
|                  | Pesi welter             | Carlos Prates     | batte           | Trevin Giles    | KO (pugno)                                  | 2               | 4:03            | POTN            |
|                  | Pesi leggeri            | Bolaji Oki        | batte           | Timothy Cuamba  | Decisione non unanime (28–29, 29–28, 29–28) | 3               | 5:00            |                 |
|                  | Pesi paglia femminili   | Loma Lookboonmee  | batte           | Bruna Brasil    | Decisione unanime (29–28, 29–28, 29–28)     | 3               | 5:00            |                 |
|                  | Pesi mediomassimi       | Marcin Prachnio   | batte           | Devin Clark     | Decisione unanime (30–27, 30–27, 30–27)     | 3               | 5:00            |                 |
|                  | Pesi welter             | Max Griffin       | batte           | Jeremiah Wells  | Decisione non unanime (29–28, 28–29, 29–28) | 3               | 5:00            |                 |
|                  | Pesi mediomassimi       | Bogdan Guskov     | batte           | Zac Pauga       | KO (pugni)                                  | 1               | 3:38            | POTN            |
|                  | Pesi piuma              | Hyder Amil        | batte           | Fernie Garcia   | KO tecnico (pugni)                          | 2               | 2:12            |                 |
|                  | Pesi gallo              | Daniel Marcos     | vs.             | Aori Qileng     | No Contest (colpo accidentale all'inguine)  | 2               | 3:28            | [ 1 ]           |

## Premi
I lottatori premiati ricevettero un bonus di 50.000 dollari.
Legenda:
- FOTN: Fight of the Night (vengono premiati entrambi gli atleti per il miglior incontro dell'evento)
- POTN: Performance of the Night (viene premiato il vincitore per la migliore performance dell'evento)